# تابستان داکوتا
فرشتگان و دختران گاوچران: تابستان داکوتا (به انگلیسی: Cowgirls 'n Angels: Dakota's Summer) یک فیلم خانوادگی آمریکایی محصول سال ۲۰۱۴ و ادامه‌ای بر فیلم فرشتگان و دختران گاوچران است.

## داستان
داستان این فیلم درباره دختری به نام داکوتا رز است و همچنین داستان سفر شخصی و فهمیدن رازی درباره تولدش در ۱۸ سال پیش را روایت می‌کند.

## بازیگران
- هیلی رم در نقش داکوتا رز
- کیت کارادین در نقش آستین رز
- جید پتیجان در نقش سامر
- جولی آن امری در نقش انی
- امیلی بت ریکاردز در نقش کریستین
- اسپنسر بولدمن در نقش برایس
- مارین هینکل در نقش کلارا
- لسلی -ان هاف در نقش مدیسون
- گلین ترمن در نقش آیزاک